# Cestovní agentura
Cestovní agentura je firma, která prodává jednotlivé zájezdy cestovních kanceláří či jiné služby. Jedná se o volnou živnost.
Rozdíl mezi cestovní kanceláří a cestovní agenturou spočívá v tom, že cestovní agentura působící v České republice nesmí prodat svou službu složenou z více složek (například cestování a ubytování, které by sama zorganizovala), nemusí mít zájezdy pojištěny a přímo neodpovídá za jejich průběh. Cestovní agentura je pouze zprostředkovatelem prodeje zájezdů.
Cestovní agentura je však legitimním dodavatelem jednotlivých služeb cestovního ruchu (pronájmy vozů, prodej letenek, hotelové ubytování atd.), které sama přímo sjednává bez účasti cestovní kanceláře. Pokud se jedná o společnosti vozící turisty do České republiky, pak je zde ve větší míře zastoupena činnost cestovních agentur neboť opětovně poskytované služby nevyžadují povinnost se pojistit proti úpadku cestovní kanceláře (zejména z důvodu, že pokud se jedná o zájezdy, pak konečným prodejcem je zahraniční společnost v místě bydliště turisty, která má povinnost se pojistit dle zákonů té které země).